# Oxytropis kopetdagensis
Oxytropis kopetdagensis är en ärtväxtart som beskrevs av Nikolai Fedorovich Gontscharow. Oxytropis kopetdagensis ingår i släktet klovedlar, och familjen ärtväxter. Inga underarter finns listade i Catalogue of Life.